# 斯凱勒縣 (紐約州)
斯凱勒縣（英語：Schuyler County）是美国紐約州西部的一個縣，面積886平方公里。根據2020年美國人口普查，共有人口17,898人。縣治沃特金斯格伦。該縣成立於1854年，縣名紀念美國獨立戰爭將領菲利普·約翰·斯凱勒。